# Hauptstadt Beacher
Hauptstadt Beacher e.V. ist der erste professionelle Beachvolleyball-Verein Berlins. Er wurde am 10. April 2017 gegründet und ist in Berlin-Mitte beheimatet. Er ist Teil des Volleyball-Verbands Berlin und ist somit auch Teil des Landessportbunds Berlin, des Deutschen Olympischen Sportbunds und des Deutschen Volleyball-Verbands

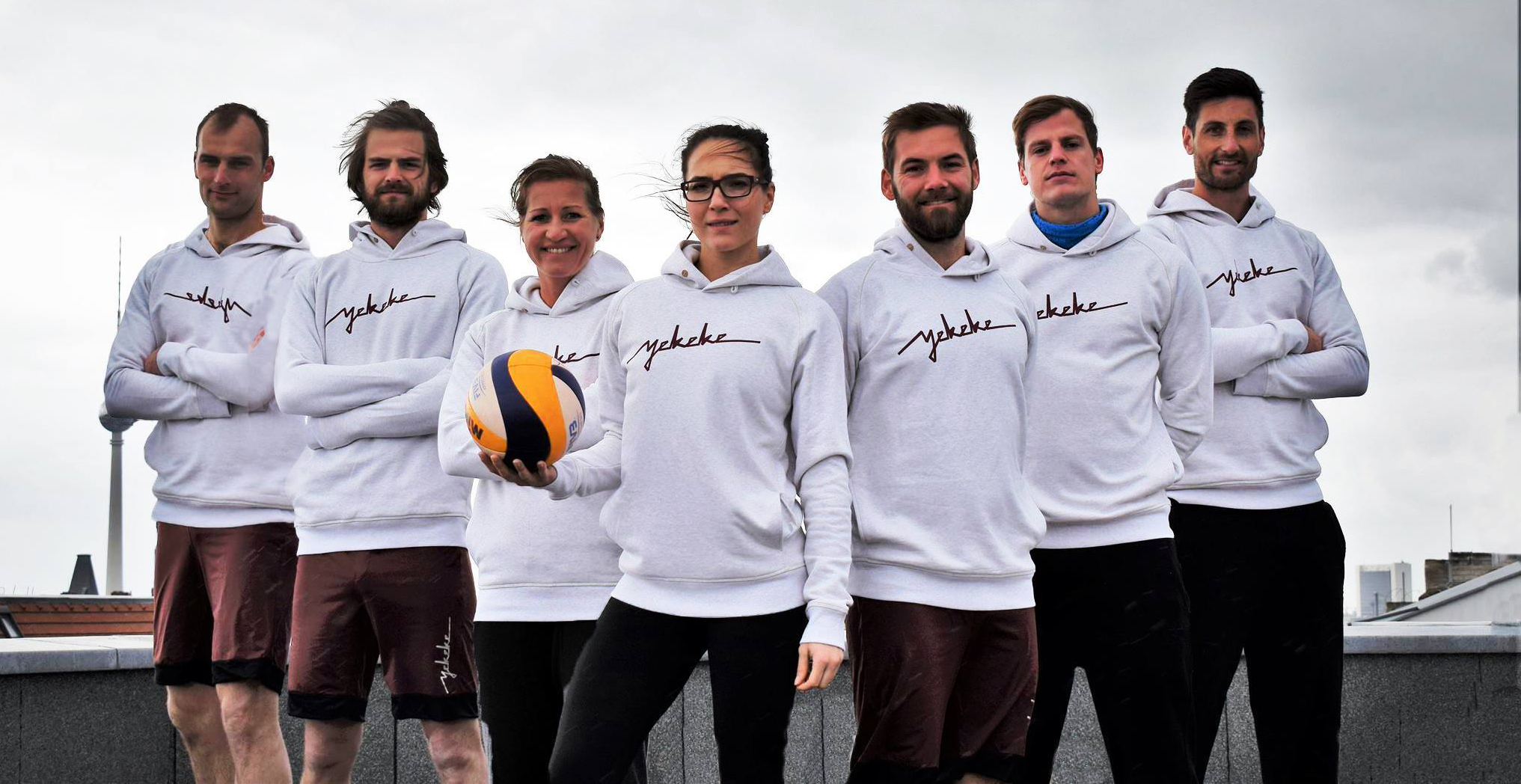
Die Hauptstadt Beacher 2017

## Geschichte
Der Verein Hauptstadt Beacher e.V. wurde 2017 unter anderem durch Patrick Gruhn, Maximilian Levermann und Peter Itzigehl gegründet. Ziel des Vereins ist die Professionalisierung der Berliner Beach-Volleyball-Szene sowie der Erhalt und die Weiterentwicklung des Beach-Volleyball-Sports. Mitglieder und gleichzeitig Spieler sind bekannte nationale und internationale Volleyballer. Seit 2018 ist die Vereinsmitgliedschaft auch für Hobby- und Amateurspieler geöffnet, sowie allen die den Beachvolleyball fördern wollen.

## Team
| Name                 | Nation      | Größe  | Geburtsdatum  | Position     | Vereinszugehörigkeit seit |
| -------------------- | ----------- | ------ | ------------- | ------------ | ------------------------- |
| Dirk Westphal        | Deutschland | 2,03 m | 31. Jan. 1986 | Block        | 2017                      |
| Maja Rosko           | Kroatien    | 1,72 m | 23. März 1992 | Abwehr       | 2017                      |
| Melanie Höppner      | Deutschland | 1,75 m | 26. Apr. 1982 | Abwehr       | 2017                      |
| Peter Itzigehl       | Deutschland | 1,88 m | 24. März 1988 | Abwehr/Block | 2017                      |
| Maximilian Levermann | Deutschland | 1,78 m | 19. Aug. 1988 | Abwehr       | 2017                      |
| Patrick Gruhn        | Deutschland | 1,93 m | 18. Aug. 1992 | Block/Abwehr | 2017                      |
| Astrid Munkwitz      | Deutschland | 1,81 m | 7. Feb. 1992  | Abwehr       | 2018                      |
| Lucas Mäurer         | Deutschland | 1,84 m | 17. Okt. 1994 | Abwehr       | 2018                      |
| Julia Laggner        | Namibia     | 1,79 m | 17. Apr. 1993 | Block        | 2018                      |
| Linda Wurzinger      | Deutschland | 1,73 m | 20. Juni 1983 | Block        | 2018                      |
| Max Betzien          | Deutschland | 1,95 m | 2. März 1994  | Abwehr       | 2020                      |
| Niklas Rudolf        | Deutschland | 2,06 m | 6. März 1996  | Block        | 2020                      |
| Ole Siutz            | Deutschland | ?      | ?             | ?            | 2020                      |

| Name           | Nation      | Vereinszugehörigkeit |
| Robin Gietzelt | Deutschland | 2017–2018            |

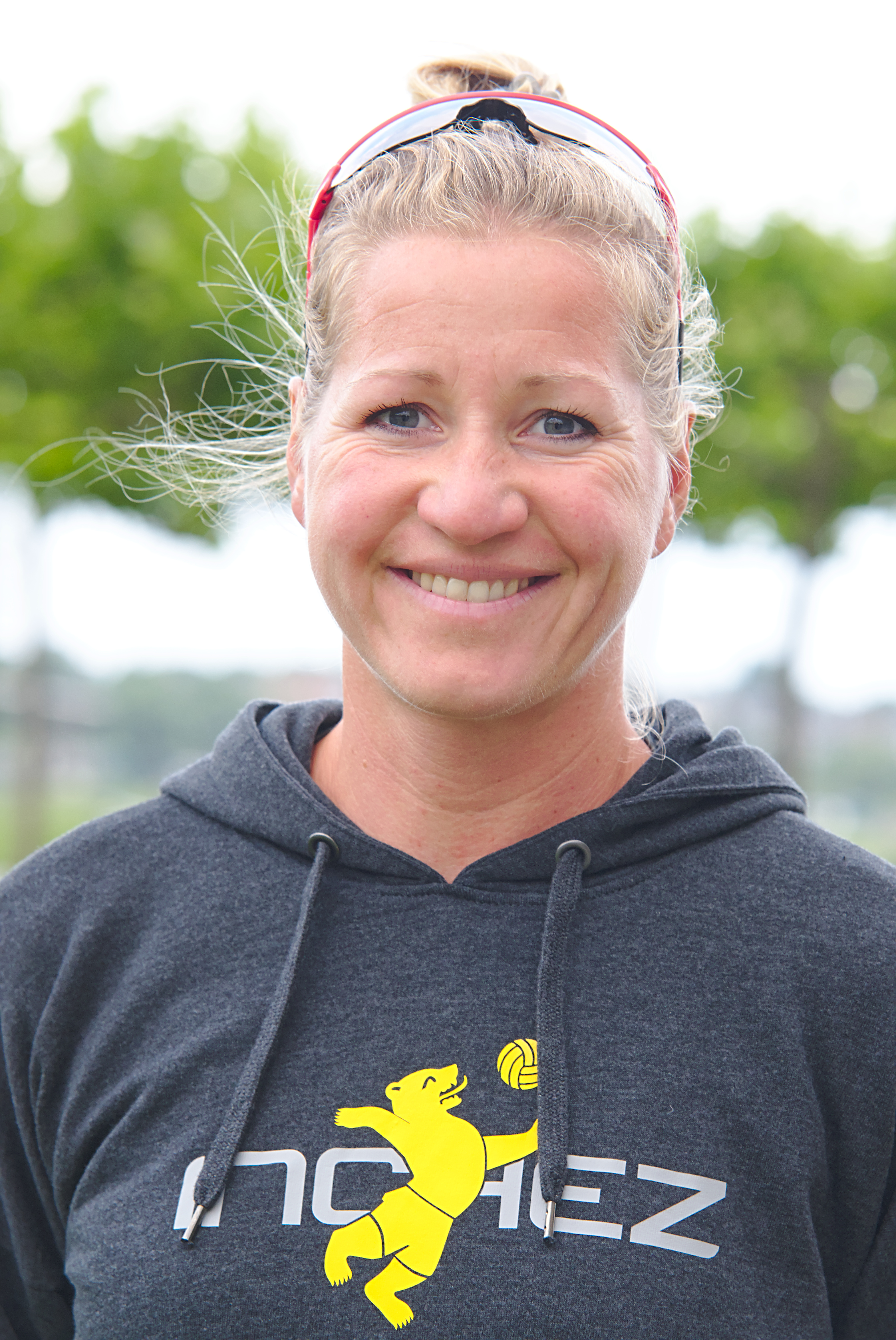
Melanie Höppner
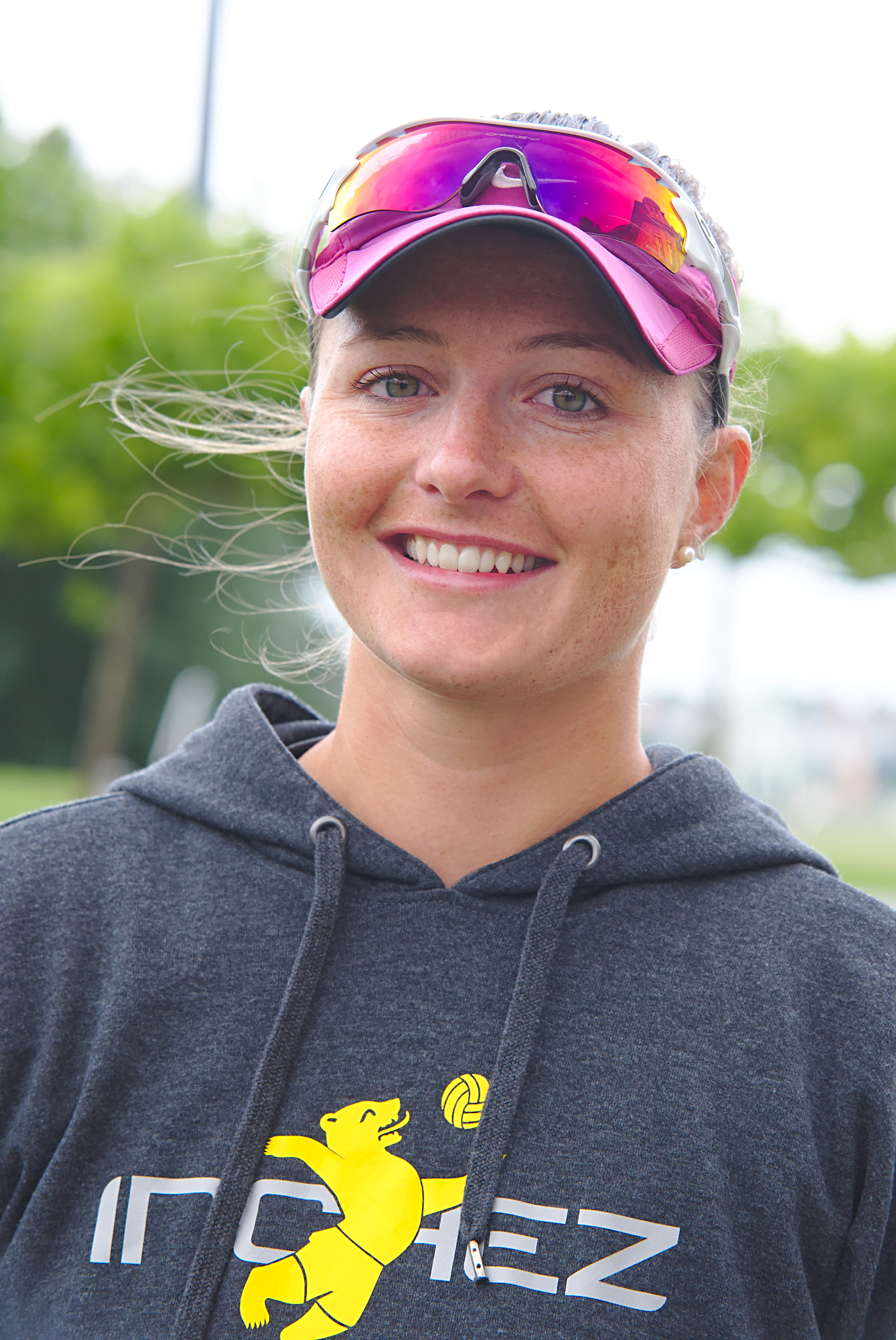
Julia Laggner
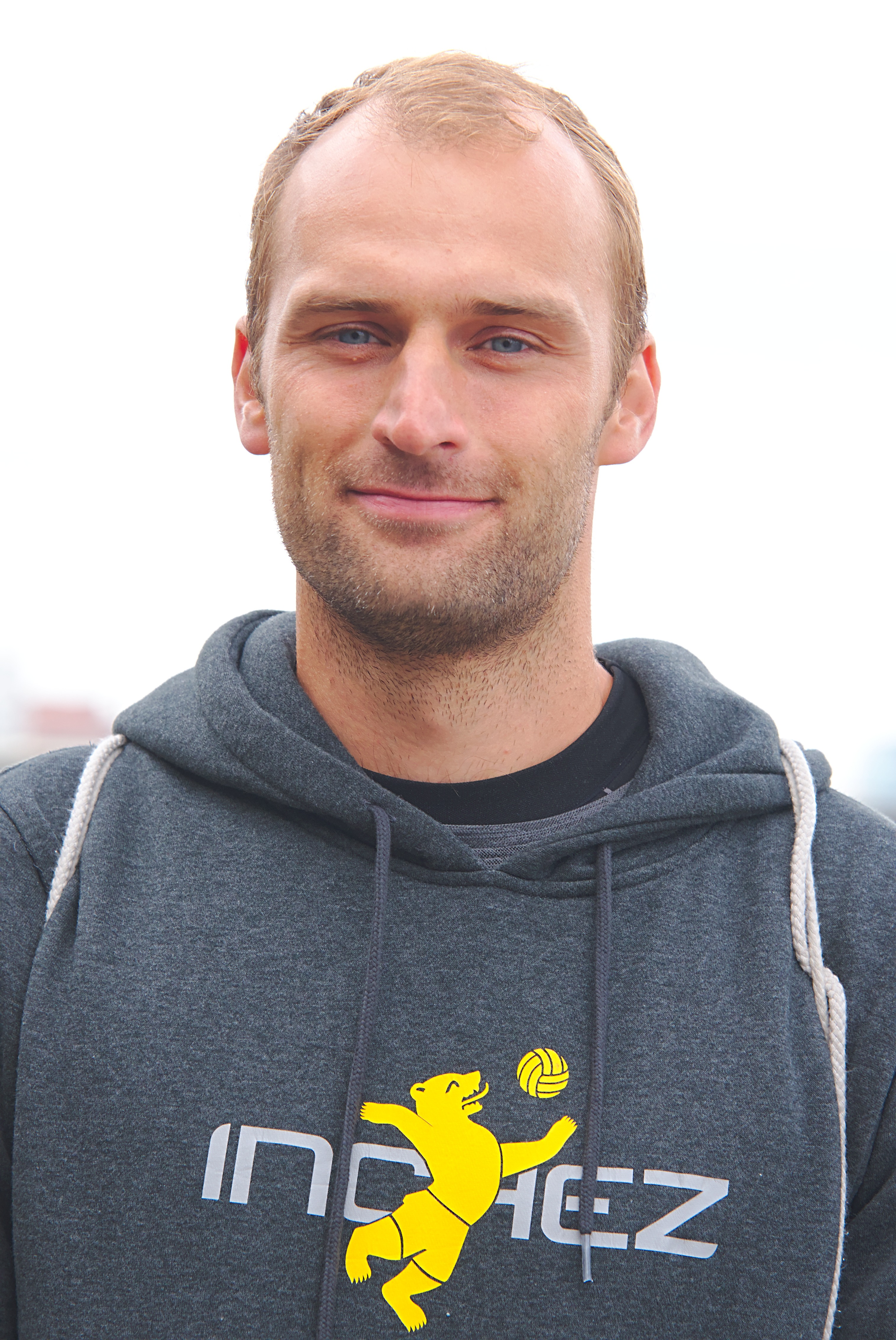
Dirk Westphal

## Erfolge 2017
- 1. Platz Hauptstadt Masters 61 (DVV Kategorie 1 Turnier)[2]
- 6 Siege bei Landesverbandsturnieren (Berlin, Cottbus, Warnemünde, Lohnsdorf, Wriezen, Görlitz)[3]
- Qualifikation für die World Tour in Poreč (FIVB Five-Star Event)
- 5 Qualifikationen für Smart Beach Tour (DVV Kategorie smart beach cup)
- Berlin-Brandenburger Meister[4]